# Estret de Nansen
L'estret de Nansen (en anglès Nansen Sound) és un estret que es troba entre l'illa d'Axel Heiberg, a l'oest, l'illa d'Ellesmere, al nord-oest, a la regió de Qikiqtaaluk, a Nunavut, al Canadà.

## Geografia
L'estret de Nansen es troba a la part septentrional de l'Arxipèlag Àrtic Canadenc i s'hi accedeix directament des de l'oceà Àrtic. Les seves aigües es mantenen gelades bona part de l'any.

### Riba nord-oriental
La riba nord-oriental de l'estret de Nansen correspon a la costa nord-occidental de l'illa d'Ellesmere, un tram d'uns 150 km força accidentat, amb nombrosos fiords i badies. Hi destaquen la badia d'Auchild i els fiords d'Emma, Jugeborg, Otto i Hare. Aquests dos darrers s'internen terra endins durant més de 100 km. La continuació natural de l'estret de Nansen és el fiord de Greely.

### Riba sud-occidental
La riba sud-occidental de l'estret de Nansen correspon a la costa nord-occidental de l'illa d'Axel Heiberg. És un tram poc accidentat, on hi destaca el Flat Sound, que voreja la part occidental de la península de Schei, on es troba la punta de Butter Porridge, inici de l'estret d'Eureka.

## Història
L'estret fou descobert per l'explorador noruec Otto Sverdrup, en la seva expedició de 1898 a 1902 a bord del Fram.